# Josef Seiler (Schriftsteller)

Der Heimatdichter Joseph Seiler (1823–1877) und seine Ehefrau Elisabeth, geb. Drawe

Josef Seiler (* 15. Januar 1823 in Lügde, Westfalen; † 29. Mai 1877 in Münster) war ein deutscher Dichter, Komponist und Organist.

## Leben
Josef Seiler war der Sohn des Arztes Ferdinand und Christine Seiler. Er besuchte zunächst die Schule in Lügde, später ein Gymnasium in Paderborn. Hier widmete er sich literarischen und musikalischen Studien, in Dresden studierte er anschließend Literatur und Musik. Dort lernte er unter anderem Franz Liszt und Richard Wagner kennen, die verschiedene seiner Gedichte durch Kompositionen auszeichneten. Er pflegte zeit seines Lebens mit ihnen einen freundschaftlichen und schriftlichen Kontakt. Seine Anstellung ab August 1852 als Organist in seiner Heimatstadt Lügde musste er, wegen seiner für damalige Verhältnisse modernen Kompositionen, aufgeben. 1859 nahm er daher die Stelle des Organisten an der St.-Mauritz-Kirche in Münster an. Hier komponierte Seiler viele kirchliche Musikstücke, 1849 gab er sein erstes Buch Volkssagen und Legenden des Paderborner Landes heraus. Einige seiner Gedichte haben patriotischen Hintergrund und zeugen von der Sehnsucht nach einem vereinten Deutschland, welches zu seiner Zeit aus Kleinstaaten bestand. Eines seiner Gedichte handelt von der „Schlacht am Birkenbaum“ und lautet
Der Birkenbaum bei Werl:
Bei Werl, da ist ein Birkenbaum,
Ein wundersames Reis,
Dem hat schon mancher nachgefragt,
Der sein Bedeuten weiß.
Von Süd und Norden kommen sie
Einst zu dem Birkenbaum,
Da schlagen sie die letzte Schlacht
Auf Roter Erde Raum.
Und keiner weiß die rechte Zeit,
Hat keiner des Bericht,
Wer sich von diesem Birkenbaum
Den Kranz des Sieges flicht.
Verlassen stehet er und dorrt
Auf all der wüsten Heid',
Doch ruht in ihm des Lebens Kraft
Still bis zu seiner Zeit.
Und wenn er grünt, und wenn er blüht,
Dann steht es nah bevor
Dann öffnet sich dem deutschen Land
Der Eintracht goldnes Tor!

Seiler hatte mit seiner Ehefrau Elisabeth, geborene Drawe, drei Söhne. Einer der Söhne und ein Enkel wurden nach ihm Organisten in St. Mauritz, ein Sohn wurde Ordensbruder und Dichter, der jüngste Sohn schrieb unter einem Pseudonym Erzählungen und Gedichte. Josef Seiler verstarb am 29. Mai 1877 in Münster, er ist auf dem Mauritz-Friedhof in Münster bestattet.

## Werke (Auswahl)
- Volkssagen und Legenden des Landes Paderborn. Luckhardt, Kassel 1848.
- Sagen und Märchen aus Heimat und Fremde. Luckhardt, Kassel 1850.
- Litaniæ Lauretanæ. Dichtungen. Schöningh, Paderborn 1856.
- als Herausgeber: Laudate dominum! Sammlung lateinischer Kirchengesänge für Männerstimmen von den vorzüglichsten Komponisten. Schöningh, Paderborn 1871.

postum
- mit Friedrich Coenen: Vollständige Maiandacht in frommen Liedern. Schwann, Düsseldorf 1878 (musikalische Partitur).
- Aus alter Zeit. Sagen und Balladen. Schöningh, Paderborn 1991, ISBN=978-3506743527.

Daneben fanden Werke von Seiler Aufnahme in das von Gisbert von Vincke zusammengestellte Buch Sagen und Bilder aus Westfalen (3. Aufl., G. Grote’sche Verlagsbuchhandlung, Berlin 1884) sowie sein Gedicht über das Hockende Weib in die von Diethard H. Klein herausgebrachte Anthologie Westfälisches Hausbuch – von guter alter Zeit an Ruhr und Sieg, Lippe und Ems. Geschichten, Bilder und Gedichte (G. Grote’sche Verlagsbuchhandlung, Freiburg im Breisgau).